# Pica-soques becgroc
El pica-soques becgroc (Sitta solangiae) és un ocell de la família dels sítids (Sittidae).

## Hàbitat i distribució
Habita els boscos a les muntanyes del nord i centre del Vietnam i l'illa Hainan, propera al sud-est de la Xina.